# Karl Alfred Melin
Karl Alfred Melin (født 11. marts 1849, død 5. juli 1919) var en svensk digter.
Melin blev student 1868, gik derefter skolevejen, udgav doktorafhandlingen Den tragiska skulden (1875) og skrev senere den rent metriske undersøgelse Sonettdiktningen under det så kallade Stjernhjelmska tidehvarfvet (1887). På det tidspunkt havde han allerede navn som en af Sveriges idealistiske poeter.
Humleplockningen (1882) indeholdt en samling både fine og fornøjelige digte, og Prinsessan och svennen (1885), et arkaiserende eventyrdigt bidrog sammen med oversættelser af Dikter af Th. Moore (samme år) til at vise, hvad der skulde komme: Dikter (1888). Her findes smukke fædrelandske digte og idealistiske poemer, men navnlig hans første Skärgårdsbilder, der udkom senere (1891), forøget med andre muntre og alvorligere folkelivsbilleder fra skærgården, melodiske i rytme og inderlige i skildringen.
Hams senere produktion har samme finhed og idealitet, hans historiske skuespil Vid Breitenfeld (1893) og det nye eventyrspil Snöhvit (1897). I hans senere produktion findes foruden lyriske digte et par ungdomsbøger De svarta vikingarnas saga (1910) og Tjuvbandet i Dägerö skärgård (1911), foruden forskellige udvalg til ungdomslæsning både på svensk og tysk. I 1898 blev han medlem af Akademiet.